# Incendie de la tour FR
L'incendie de la tour FR est un incendie survenu le 28 mars 2019 dans la tour FR à Dacca, au Bangladesh.

## Déroulement
L'incendie s’est déclenché à 13 h (heure locale) dans le quartier de Banani (en) au huitième étage de la tour FR.

## Bilan
L'incendie a fait au moins 26 morts et 73 blessés. Un citoyen sri-lankais fait partie des victimes, il est tombé en essayant de fuir l'incendie. Les blessés souffrent de graves brûlures et de lésions pulmonaires.
Duronto TV (en) et Radio Today (en) ont interrompu leurs transmission lors de l'incendie car leurs bureaux sont situés à côté de la tour FR.